# Proganochelys quenstedtii
Proganochelys quenstedtii és la segona espècie de tortuga més antiga descoberta fins avui. Només es coneix a partir de restes fòssils trobades a Alemanya i Tailàndia, en estrats del Triàsic superior, de fa uns 210 milions d'anys.
Mantenien denticles tipus dent al paladar i també ossos nasals. A més a més presentaven una sèrie addicional de plaques perifèriques a la closca. Eren herbívores i podien arribar al metre de longitud.